# Obština Čiprovci
Obština Čiprovci (bulharsky Община Чипровци) je bulharská jednotka územní samosprávy v Montanské oblasti. Leží na severozápadě Bulharska u hranic se Srbskem. Sídlem obštiny je město Čiprovci, kromě něj zahrnuje obština 9 vesnic. Žijí zde přibližně 3 tisíce obyvatel.

## Sídla
- Belimel
- Čeljustnica
- Čiprovci[p 1][p 2] (sídlo správy)
- Gorna Kovačica
- Gorna Luka
- Martinovo
- Mitrovci
- Prevala[p 1]
- Ravna
- Železna[p 1]

## Sousední obštiny
| Růžice kompasu | Čuprene          | Ružinci          | Montana | Růžice kompasu |
| Růžice kompasu | Sever            |                  |         | Růžice kompasu |
| Růžice kompasu | Obština Čiprovci |                  |         | Růžice kompasu |
| Růžice kompasu | Jih              |                  |         | Růžice kompasu |
| Růžice kompasu |                  | Georgi Damjanovo |         | Růžice kompasu |

## Obyvatelstvo
K 15. prosinci 2024 v obštině žilo 3 144 obyvatel a bylo zde trvale hlášeno 2 961 obyvatel. Podle sčítání 7. září 2021 bylo národnostní složení následující:
- Bulhaři: 2 740 (99.3 %)
- Romové: 14 (0.5 %)
- Turci: 2 (0.1 %)
- ostatní[p 4]: 3 (0.1 %)

V období 2011 až 2021 v obštině ubylo 619 obyvatel.